# Brückenkopf Jülich

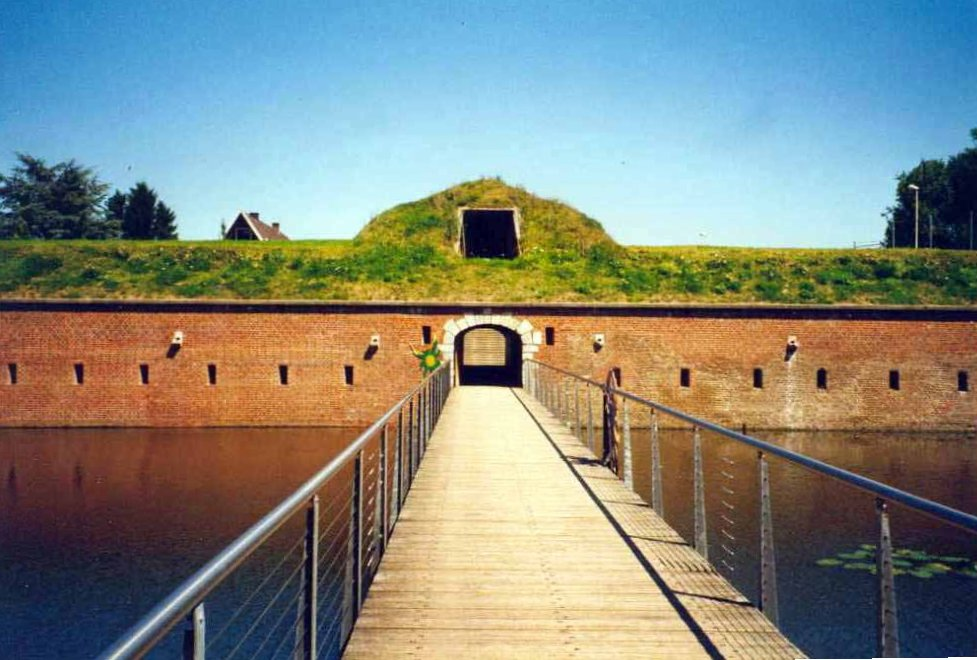
Einer der Eingänge des Brückenkopfes, über dem Tor eine der Hohltraversen

Der Brückenkopf im rheinischen Jülich ist eine Festungsanlage aus napoleonischer Zeit, die zu Beginn des 19. Jahrhunderts errichtet wurde und die Stadt von Westen her schützen sollte. Er war in die Gesamtheit der Werke der Festung Jülich eingebunden.

## Baubeschreibung
Koordinaten: 50° 55′ 14,8″ N, 6° 21′ 0,7″ O
| Brückenkopf Jülich |

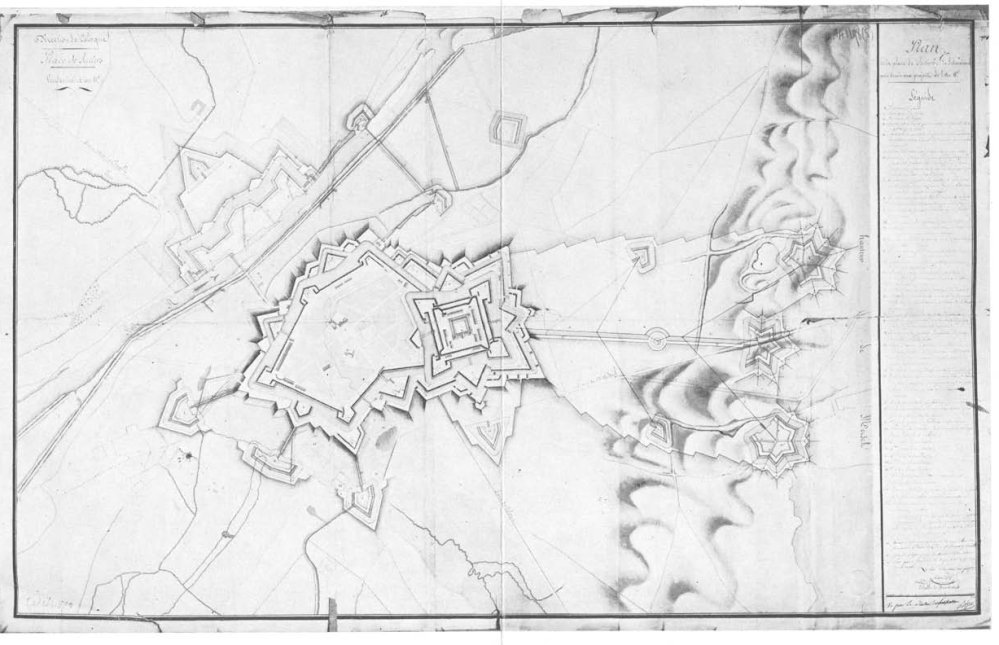
Plan der projektierten französischen Ausbauten. Der Brückenkopf liegt links oben

Der Brückenkopf ist als Kronwerk ausgelegt und weist eine Breite von etwa 800 Metern, eine Tiefe von etwa 300 Metern und eine Höhe von etwa zehn Metern auf. Er besteht im Wesentlichen aus mit Mauern abgestütztem Erdreich. Auf dem Wall befinden sich tonnengewölbte Hohltraversen zur Aufstellung von Geschützen sowie für die Verteidigung mit Kleinwaffen, sie dienen auch der Abschnittsverteidigung, sollte ein Gegner einen Wallabschnitt erobert haben. Nach Westen hin wird die Breite des Brückenkopfes durch zwei Halbbastionen und eine Vollbastion gegliedert. Im Gegensatz zu den Bastionen der Zitadelle und der Stadtbefestigung aus dem 16. Jahrhundert, die sämtlich Vollbastionen (vollständig mit Erdreich gefüllt) sind, handelt es sich bei den Bastionen des Kronwerkes um leere Bastionen, die über keine Füllung verfügen. Die inoffiziellen Namen der Bastionen lauten:
Zoobastion, auch Bastion No. I
Nördliche Halbbastion, benannt nach dem Brückenkopfzoo, der um sie herum gelegen ist. Von den Franzosen als rechte Bastion bezeichnet.
Mittelbastion, auch Bastion No. II
Mittlere Vollbastion, hier stand einstmals ein Wagenhaus für die Artillerie. Ein Y-förmiger Kavalier war hier vorgesehen, der aber nie gebaut wurde.
Bauhofbastion, auch Bastion No. III
Südliche Halbbastion, benannt nach dem Städtischen Bauhof, der nach dem Zweiten Weltkrieg in ihren Gewölben sein Zuhause hatte. Die Bastion ist wegen ihrer Nähe zu den eine günstige Angriffsposition bietenden Höhen um Aldenhoven viel stärker ausgelegt als die beiden anderen und mit einem hohen Kavalier versehen. Von den Franzosen als linke Bastion bezeichnet.
Vor der Escarpe des Brückenkopfes liegt ein breiter, wassergefüllter Graben. Hinter der Escarpe befindet sich eine durchgehende Galerie mit zahlreichen Scharten für die infanteristische Verteidigung. Dem Bauwerk waren mehrere Wassergräben und ein ausgedehntes Glacis vorgelagert.

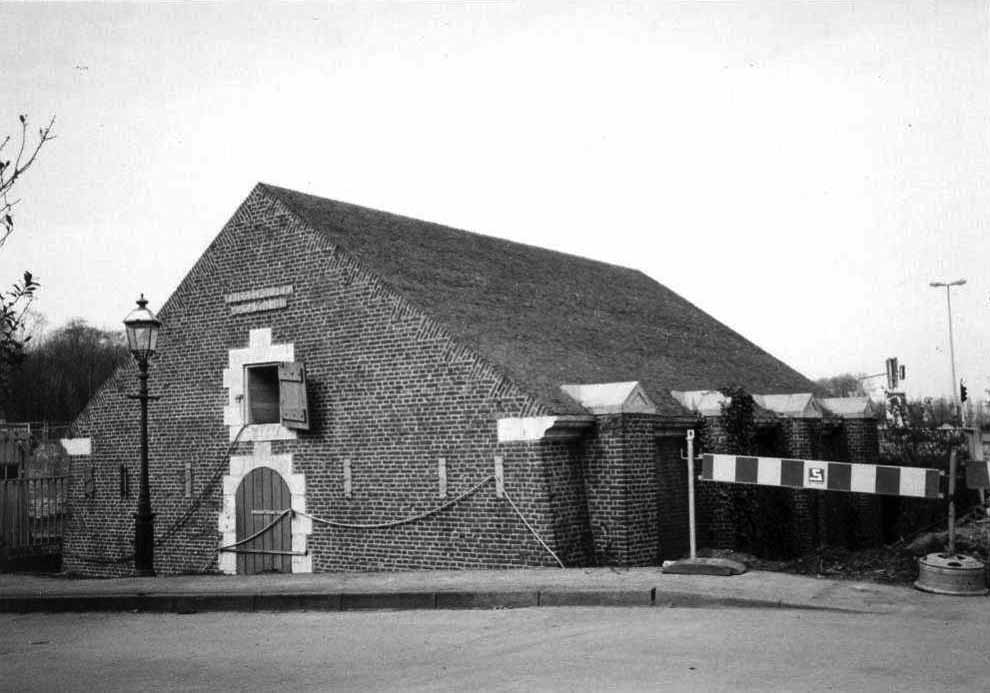
Das Kriegspulvermagazin an der Bauhofbastion

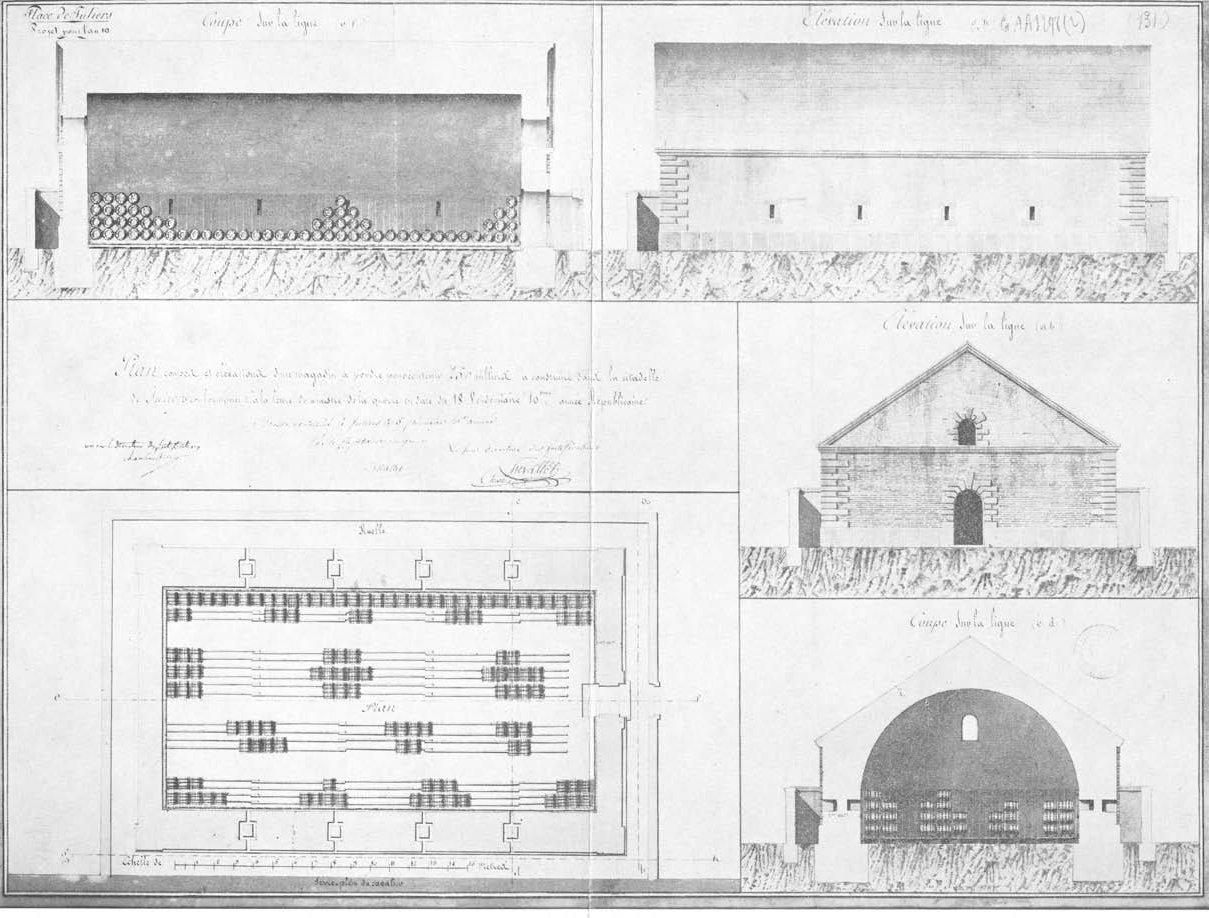
Zeichnung des Pulvermagazins im Brückenkopf von 1801

Der Brückenkopf schützte den strategisch wichtigen Übergang über die Rur. Da die Festung Jülich mit ihren weitgespannten Außenwerken auch als Standlager eines Feldheeres dienen sollte, kam dem Schutz der Brücke eine besondere Wichtigkeit zu: nicht nur sollte dem Gegner ihre Benutzung verwehrt werden, sondern sie sollte auch den eigenen Truppen zur Verfügung stehen. Die von den Franzosen neu erbaute Schleusenbrücke konnte durch die eingebauten Schleusentore den Flusslauf stauen und das ganze Gebiet südlich der Festung und um den Brückenkopf unter Wasser setzen (Indonation), um einem Angreifer die Annäherung zu erschweren. Nach der Stadtseite gab es einige leichte Befestigungen in Form einer 1,25 m starken und 2,5 m hohen und mit Schießscharten versehenen Mauer, um einer Umgehung bei Niedrigwasser vorzubeugen. Die der Rur zugewandten Mauern, deren Fundamente noch erhalten sind und die heute durch eine Hecke angedeutet werden, sind in bastionierter Form angelegt, um keine toten Winkel zu bieten.
Als einziges freistehendes Gebäude findet sich auf dem Gelände der „Bauhofbastion“ ein 1806 erbautes Kriegspulvermagazin ähnlich dem auf der Bastion St. Salvator der Zitadelle Jülich. Beide Magazine sind in ihrem Plan fast identisch, das in der Zitadelle ist jedoch um einiges größer. Wie sein größerer Bruder ist das Gebäude eines der ersten im metrischen System gebauten Bauwerke in der Stadt und besteht aus einem schweren Tonnengewölbe mit leichten vorgeblendeten Seitenwänden, die im Falle einer internen Explosion umfallen und so das Gewölbe vor der Zerstörung bewahren sollten.
Der Brückenkopf ist von großer bau- und kunsthistorischer Bedeutung, da er das einzige in Deutschland erhaltene Beispiel der Festungsbautechnik des französischen Empire zu Anfang des 19. Jahrhunderts ist.

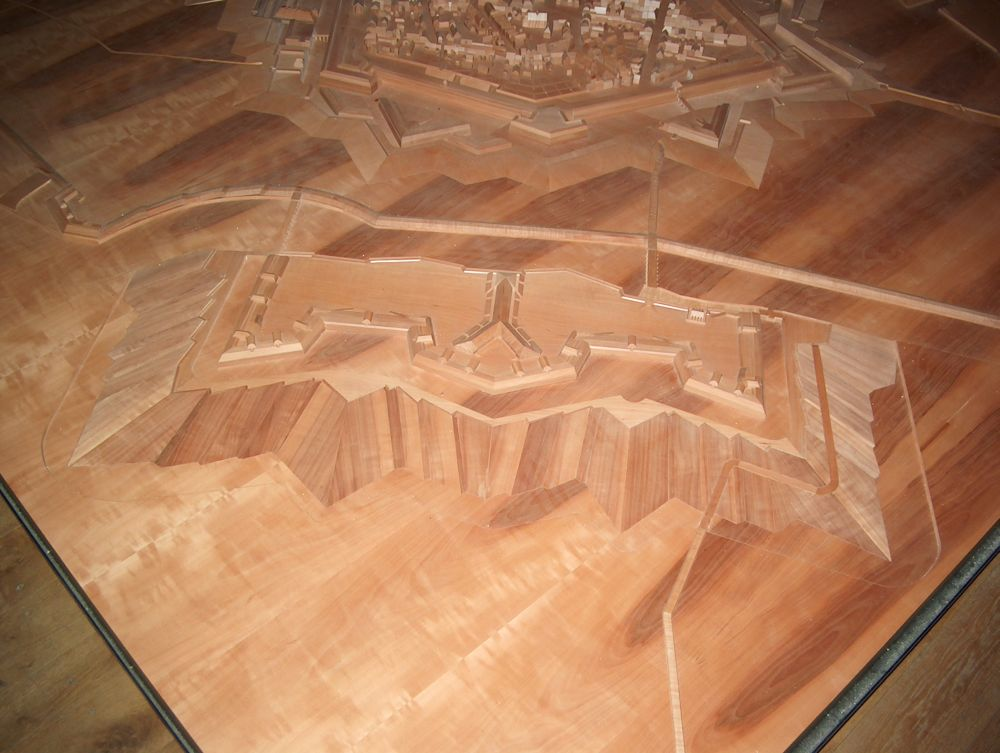
Geplanter Endausbau des Brückenkopfes im Modell
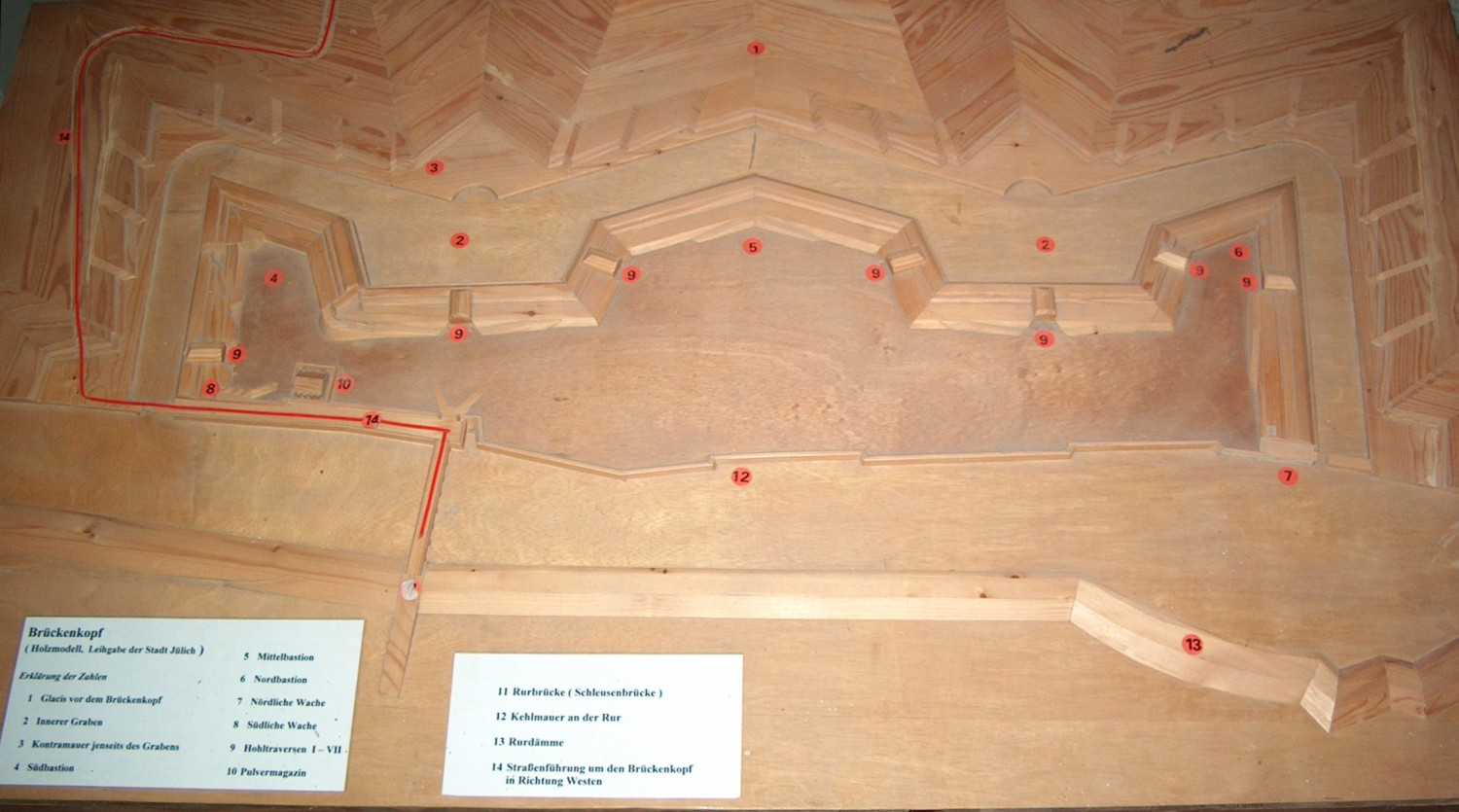
Modell des Brückenkopfes nach der Fertigstellung

## Geschichte

### Spätantike bis zum 17. Jahrhundert

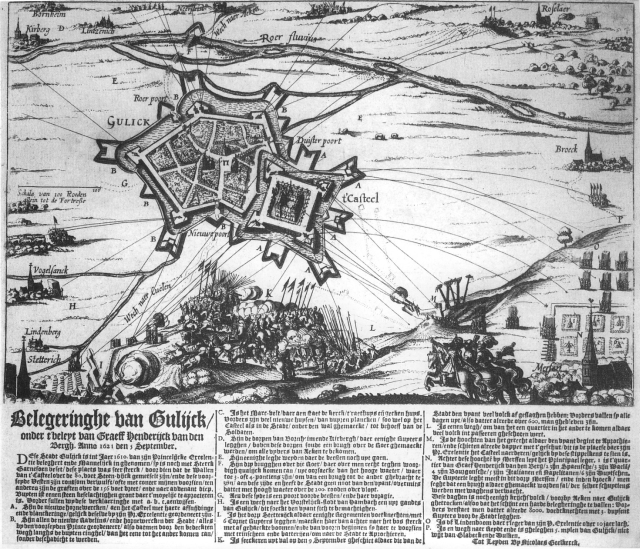
Darstellung Jülichs aus dem 17. Jahrhundert. Man beachte die kleine Schanze an der Rurbrücke

Der Rurübergang war bereits seit römischer Zeit von strategischer Bedeutung und ein Grund für die Entstehung des vicus Iuliacum. In der Spätantike errichteten die Römer hier ein Kastell, das den Flussübergang und die Straßenstation in Jülich schützen sollte. Mit der Entstehung der Festung Jülich im 16. Jahrhundert wurde auch der Schutz der Rurbrücke wichtiger, da sie den einzigen Weg darstellte, auf dem man sich der Festung von Westen her nähern konnte. Zugleich war sie nach wie vor ein wichtiges Straßenbauwerk auf dem Weg von Frankreich und Belgien zum Rhein. Bereits im 17. Jahrhundert zeigen Darstellungen der Stadt kleine Befestigungen am Kopf der Rurbrücke, die wohl auch während der Belagerungen Jülichs eine Rolle spielten, sich jedoch als kurzlebig erwiesen, vermutlich waren es einfache Erdwerke.

### Franzosenzeit
Erst die Franzosen, die 1794 in Jülich einrückten, legten ein größeres Gewicht auf einen Schutz des Rurübergangs. Sie planten eine große Erweiterung der Festung, die als wichtige Etappenfestung zwischen der Rheingrenze und dem französischen Mutterland dienen sollte, dabei war natürlich der Schutz des Flussübergangs und der Straße von entscheidender Bedeutung. Darüber hinaus sollte der feste Platz als Rückhalt für ein Bewegungsheer dienen, wobei selbstverständlich die Kontrolle des Flussübergangs überaus wichtig war – er ermöglichte den eigenen Truppen die schnelle Verlegung von einer Flussseite auf die andere und verwehrte dem Gegner diese Fähigkeit. 1799 wurde mit den Arbeiten am neuen Brückenkopf begonnen, die an dieser Stelle befindliche lutherische Kirche musste dem Neubau weichen. Kurz vor der geplanten Fertigstellung besuchte Kaiser Napoleon im Jahr 1804 die Baustelle und fand das Werk nicht besonders gelungen – es war überdimensioniert und wegen seiner Nähe zu den Höhen Richtung Aldenhoven auch verwundbar. Ein kleinerer Brückenkopf verbunden mit einem Fort auf der fraglichen Anhöhe hätte den Zweck besser erfüllt, aber für eine Umdisponierung war es wegen des erheblich fortgeschrittenen Baues zu spät. Man beschränkte sich darauf, die Südbastion (heute Bauhofbastion) mittels eines aufgeschütteten Oberwalls zu verstärken. Ein entsprechender Ausbau der anderen beiden Bastionen war ebenfalls vorgesehen, unterblieb aber aus Kostengründen. 1808 war das neue Festungswerk fertiggestellt.

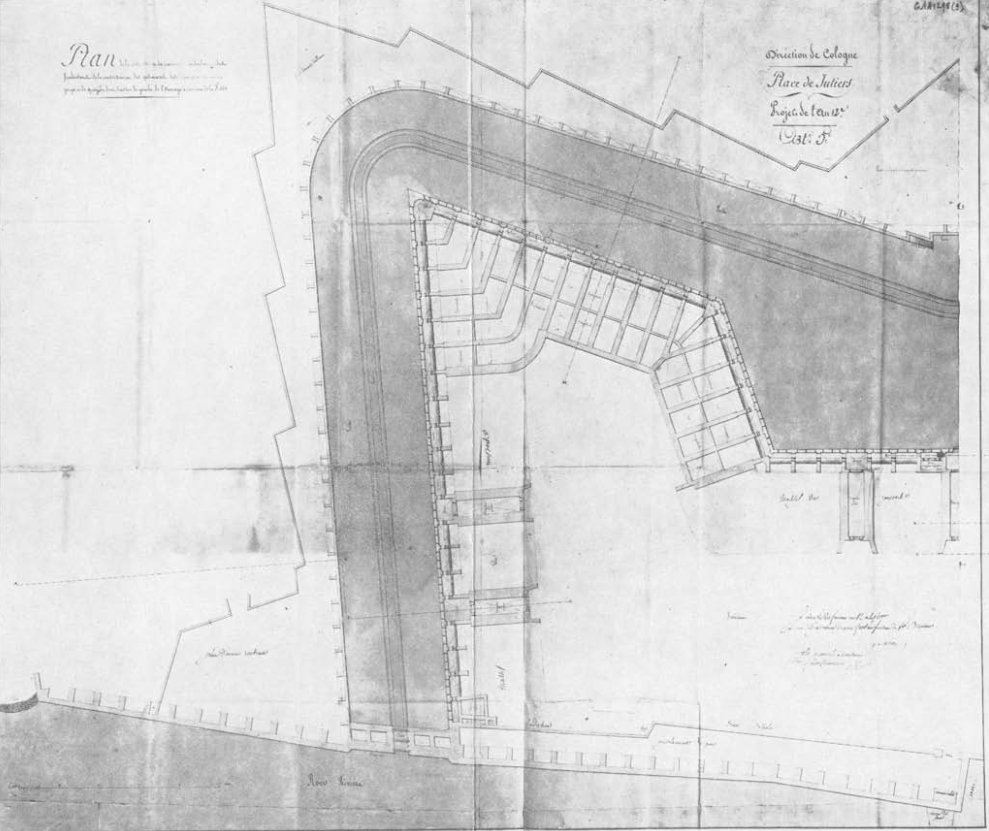
Plan der Bauhofbastion

Seine einzige Bewährungsprobe erlebte der Brückenkopf während der Belagerung Jülichs 1814, jedoch kam es nur sporadisch zu Kampfhandlungen und das Werk blieb unbezwungen. Die Alliierten beschränkten sich auf eine Blockade der Festung, um die Besatzung dort festzuhalten, und schlugen weiter südlich eine eigene Brücke über den Fluss. Der Brückenkopf wurde somit schlicht umgangen, und die Besatzung der Stadt war viel zu schwach, um einen Ausfall zu wagen. Die Preußen übernahmen den Brückenkopf, als die Stadt 1815 an sie fiel, und hielten ihn bis zur Entfestigung Jülichs 1860 instand.

### Nach der französischen Besetzung

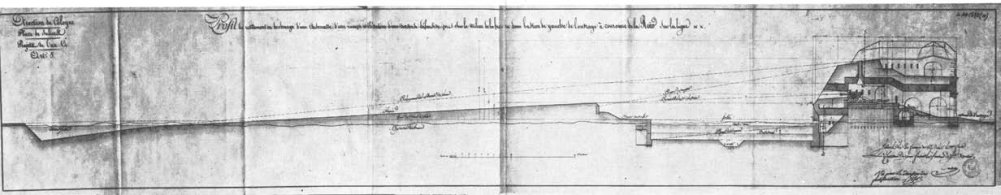
Querschnitt durch den Brückenkopf, Zeichnung von 1803. Links das Glacis, rechts der Wall

Danach wurde die Anlage sich selbst überlassen und für andere Zwecke genutzt. Während des Deutsch-Französischen Krieges befand sich hier ein Kriegsgefangenenlager, und im Jahr 1893 wurde im Graben vor der heutigen Zoobastion ein Militärschwimmbad eingerichtet. 1911 wurde die alte Landstraße, die südlich um den Brückenkopf herumgeführt hatte, durch eine neue Straße ersetzt, die durch das Festungswerk hindurchführte, dabei musste ein Teil der Kurtine weichen. 1929 wurde der Brückenkopf in einen Volkspark umgewandelt, und bereits 1934 erfolgte nach der Planung von Ludwig Moshamer der Umbau zur nationalsozialistischen Thingstätte, von der einige Teile erhalten blieben, so z. B. die Fundamente der ehemaligen Bühne zwischen Mittel- und Zoobastion bis zur Oberfläche des Grabens. Eine rheinische Firma nutzte die umfangreichen Kasematten zur Champignonzucht.

### Zweiter Weltkrieg
Im Zweiten Weltkrieg war der Brückenkopf Ende 1944 und Anfang 1945 Schauplatz erbitterter Kämpfe zwischen deutschen (340. Volksgrenadier-Division) und amerikanischen Verbänden (9. US-Armee) und wurde dabei schwer beschädigt. In einem Gewölbe des Brückenkopfes waren während des Krieges wertvolle Bestände des Jülicher Stadtarchivs und Heimatmuseums ausgelagert. Ausgerechnet dieses Gewölbe wurde durch einen Bombenvolltreffer zerstört und mit ihm die Dokumente und Artefakte. Nach dem Ende der Kampfhandlungen dienten die umfangreichen Kasematten Flüchtlingen als Unterschlupf.

### Nachkriegszeit und heutige Nutzung

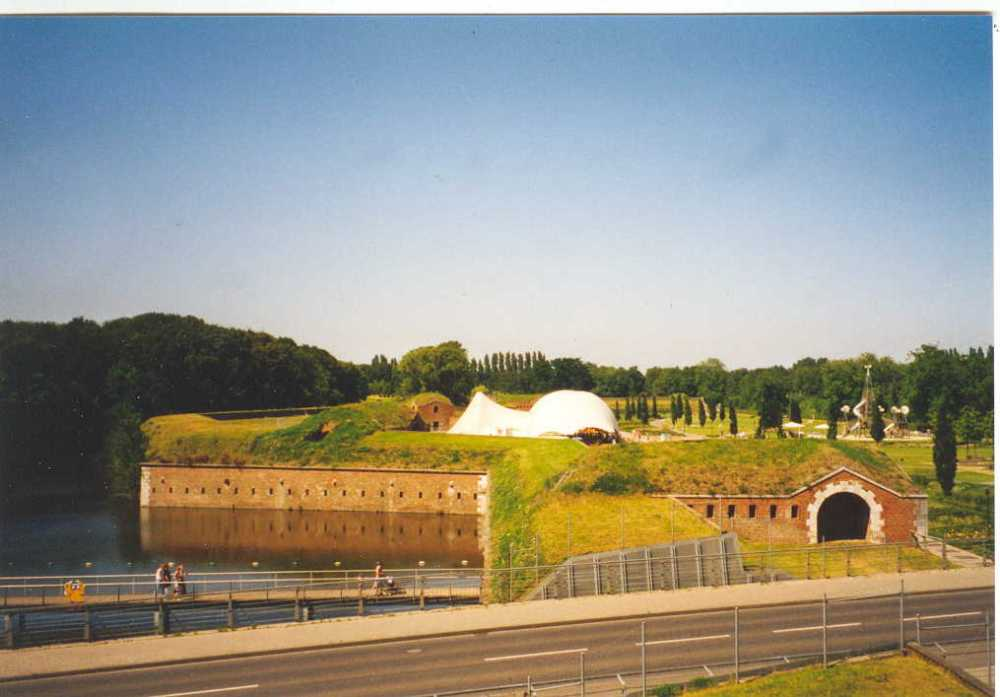
Der Brückenkopf von der Bauhofbastion aus fotografiert, Blick auf die Mittelbastion

In der Nachkriegszeit verfielen die Festungsanlagen und wurden von Bäumen und Unterholz überwuchert, der Waffenplatz im Innern wurde als Kirmesplatz und als Standort einer Reithalle genutzt, in der Südbastion fand der Maschinenpark des Städtischen Bauhofs seinen Platz. Auch ein Gasthaus siedelte sich entlang der Straße an, das 2006 abgerissen wurde. Ab den 1970er Jahren dienten Teile der Wallanlagen als Gehege für den Brückenkopfzoo, ab den 1980er Jahren begannen erste Restaurierungsarbeiten.
Nach schweren Kriegsschäden und jahrzehntelangem Verfall wurde das Gelände 1998 in die Landesgartenschau integriert und etwa 90 % des Brückenkopfes wurden restauriert. Das Innere sowie das Glacis wurden in einen großen Park mit umfangreichen Gartenanlagen umgewandelt. Unrestauriert blieben bislang lediglich die Facen der Mittelbastion. Heute befindet sich dort der Brückenkopfpark Jülich als Naherholungsgebiet und Veranstaltungsort. Der Festungspark wurde 2005 als herausragendes Beispiel in die Straße der Gartenkunst zwischen Rhein und Maas aufgenommen.